# Melocactus caroli-linnaei
Melocactus caroli-linnaei là một loài thực vật có hoa trong họ Cactaceae. Loài này được N.P. Taylor mô tả khoa học đầu tiên năm 1991.